# فلای وایکینگ
فلای وایکینگ (انگلیسی: FlyViking) شرکت هواپیمایی نروژی است، که در سال ۲۰۱۶ تأسیس شد.